# 翁章梁
翁章梁（1965年5月28日—），臺灣政治人物，民主進步黨籍，生於嘉義縣義竹鄉，現任嘉義縣縣長，曾任野百合學運總指揮、行政院農業委員會副主任委員、嘉義縣社會局局長、民進黨文宣部副主任、民進黨青年部主任、臺南縣縣長陳唐山秘書、臺中市政府新聞室專員、嘉義縣政府秘書兼人力發展所所長。

## 早年
翁章梁1965年生於嘉義縣義竹鄉傳芳村，高中就讀嘉義中學，後考入中原大學資訊工程系。大一國文課要因為報告開始認識臺灣文學。想申請成立「草根文學社」卻遭學校駁回，跟學校的衝突事件登上新聞版面，引來他校學運人士前來聲援，才開始接觸學生運動。後來參與520農民運動與野百合學運。

## 從政
野百合學運後，翁章梁加入時任民進黨主席許信良團隊，歷任民進黨文宣部副主任、青年部主任、1997年凍省修憲黨對黨談判幕僚等。1996年曾經參選國民大會代表但落選。1997年縣市長選舉後，曾任臺南縣縣長陳唐山、臺中市市長張溫鷹幕僚。
2001年陳明文當選嘉義縣長後，與洪耀福、吳芳銘等許信良核心幕僚被陳延攬進入縣府，擔任縣長室專員。2002年代表民進黨參選義竹鄉鄉長但是敗於時任鄉長李春茂。2003年成為嘉義縣新設的人力發展所首任所長，負責安排公教人員實習。2007年出任嘉義縣社會局長，任期長達11年。
2016年蔡英文就任總統後，加入林全內閣擔任農委會副主委。2017年10月因準備參選縣長辭職，並在時任立委陳明文支持下參與縣長初選，與時任縣長張花冠支持的嘉義縣議會議長張明達競選。2018年3月6日，以43.77%的支持率贏過現任議長張明達35.36%，獲得民進黨提名選縣長。同年11月在縣長選舉贏過中國國民黨提名的前立委吳育仁與自行參選的副縣長吳芳銘（原民主進步黨員）。

## 評價
- 2024年，於《天下雜誌》獲縣市首長施政滿意度84分（年度最高分）[8]。

## 作品節選
- 翁章梁.  (碩士论文). 南華大學. 2005 （中文（臺灣））.

## 選舉紀錄
| 年度 | 選舉屆數               | 選舉區           | 所屬政黨   | 得票數  | 得票率 | 當選標記 | 備註 |
| ---- | ---------------------- | ---------------- | ---------- | ------- | ------ | -------- | ---- |
| 1996 | 第三屆國民大會代表選舉 | 臺南縣第一選舉區 | 民主進步黨 | 27,742  | 10.33% |          |      |
| 2002 | 第十四屆義竹鄉鄉長選舉 | 嘉義縣義竹鄉     | 民主進步黨 | 4,850   | 34.62% |          |      |
| 2018 | 第十八屆嘉義縣縣長選舉 | 嘉義縣           | 民主進步黨 | 145,288 | 50.95% |          |      |
| 2022 | 第十九屆嘉義縣縣長選舉 | 嘉義縣           | 民主進步黨 | 171,777 | 62.85% |          |      |

## 個人生活
翁章梁與前司法院院長翁岳生、前中央研究院院長翁啟惠、前立法委員翁重鈞、現任立委翁曉玲均屬於義竹旺族翁氏。

## 軼事
- 其名「章梁」為三叔所取期許他能像前嘉義縣議員蔡崇樑一樣，受人敬重，口才便給。
- 翁章梁在嘉義縣政府擔任社會局局長時，常被他人喚做「翁章」，加上野百合學運時期的戰友陳其邁、范雲等人也都以「翁章」來稱呼他，常讓不少民眾、地方人士都誤以為翁章梁複姓「翁章」。翁章梁本人則表示，他姓「翁」，不姓「翁章」，並指出「翁章」是學運時代戰友們叫他的綽號。[10]
- 資工、管理學歷出身的翁章梁，也熟讀《易經》，時有政界人物私下邀他卜卦的傳聞[11]。

## 外部連結
- 翁章梁的Facebook專頁
- 翁章梁的Instagram帳戶
- YouTube上的翁章梁頻道| 中華民國政府職務 | 中華民國政府職務                           | 中華民國政府職務 |
| ---------------- | ------------------------------------------ | ---------------- |
| 嘉義縣政府       |                                            |                  |
| 前任： 張花冠    | 嘉義縣縣長 第十八、十九屆 2018年12月25日－ | 現任             |